# 康塞普西翁 (奥科特佩克省)
康塞普西翁（西班牙語：Concepción），是洪都拉斯的城鎮，位於該國西部，由奧科特佩克省負責管轄，始建於1875年，面積116.16平方公里，海拔高度799米，2001年人口3,793，人口密度每平方公里32.65人。
14°30′0″N 89°13′0″W / 14.50000°N 89.21667°W